# William Aird Smith
William Aird Smith, britanski general, * 29. avgust 1893, † 17. februar 1942.